# Raffaello (Estación Espacial Internacional)
El MPLM Raffaello, también conocido como MPLM-2, fue uno de los tres Módulos logísticos multipropósito (MPLM) que fueron operados por la NASA para transferir suministros y equipos desde y hacia la Estación Espacial Internacional. Raffaello se utilizó para cuatro de los doce vuelos MPLM a la estación espacial, y Leonardo se utilizó para el resto. Fue lanzado por primera vez el 19 de abril de 2001 a bordo del transbordador espacial Endeavour en la misión STS-100, y realizó su tercer vuelo en julio de 2005 a bordo del Discovery en la misión STS-114. El último vuelo de Raffaello fue el 8 de julio de 2011 a bordo del transbordador espacial Atlantis en la misión STS-135, el último vuelo de los transbordadores espaciales STS. A fecha de junio de 2015, Raffaello se almacenaba en el Centro Espacial Kennedy.

## Construcción
Al igual que los otros Módulos Logísticos Multipropósito, Raffaello fue construido por la Agencia Espacial Italiana, que decidió nombrarlo en honor al pintor y arquitecto Rafael Sanzio. El módulo se construyó a finales de la década de 1990 y se entregó a la NASA en el Centro Espacial Kennedy en agosto de 1999.

## Vuelos

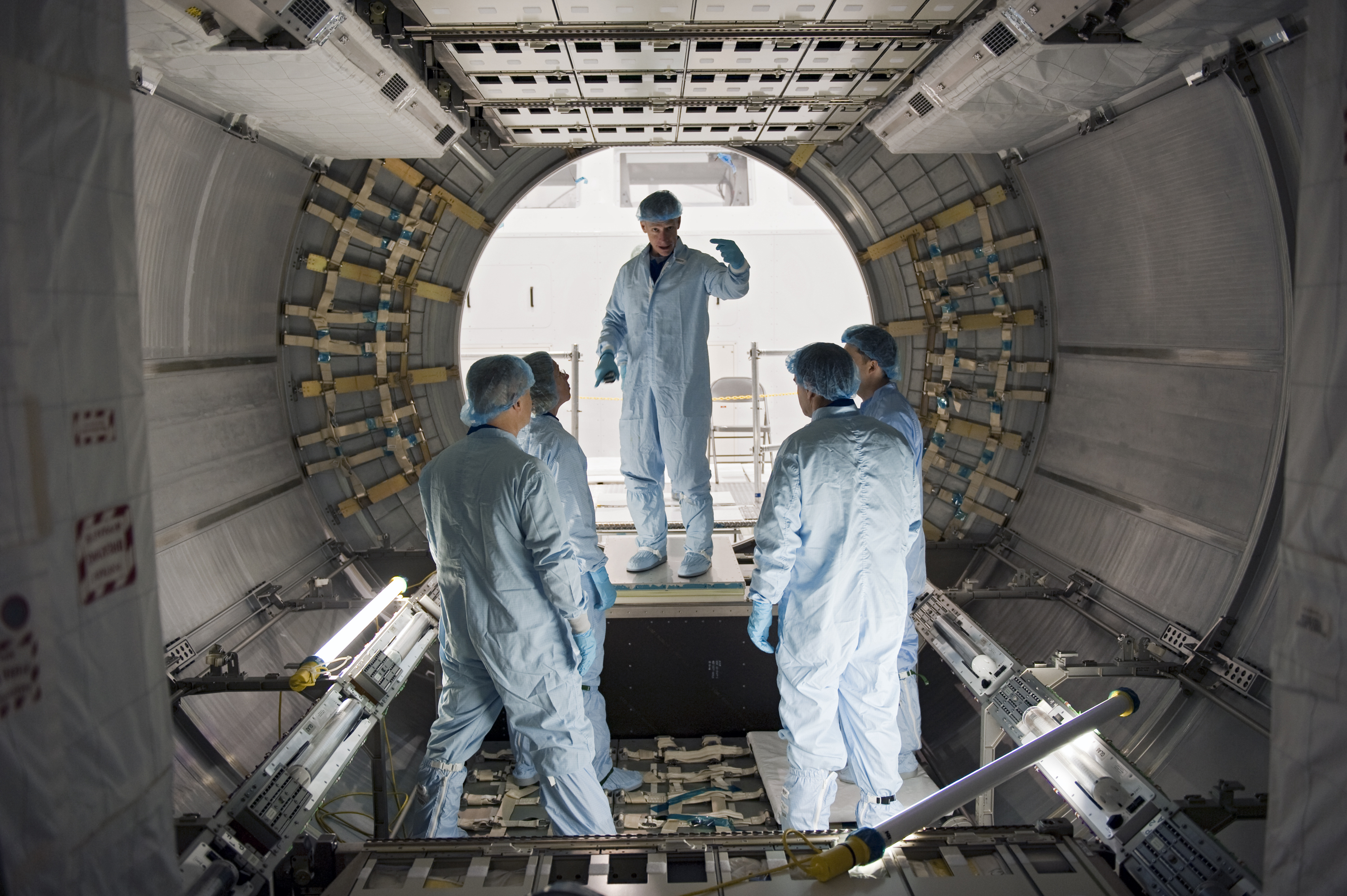
La tripulación de la misión STS-135 inspecciona Raffaello.

| Misión  | Orbitador | Lanzamiento (UTC)      | Aterrizaje (UTC)        |
| ------- | --------- | ---------------------- | ----------------------- |
| STS-100 | Endeavour | 19 de abril de 2001    | 1 de mayo de 2001       |
| STS-108 | Endeavour | 5 de diciembre de 2001 | 17 de diciembre de 2001 |
| STS-114 | Discovery | 26 de julio de 2005    | 9 de agosto de 2005     |
| STS-135 | Atlantis  | 8 de julio de 2011     | 21 de julio de 2011     |